# Tuna el-Gebel
Koordinaten: 27° 47′ N, 30° 48′ O
Tuna el-Gebel (arabisch تونا الجبل Tuna al-Dschabal, DMG Tūnā al-Ǧabal, altägyptisch Ta-henet, griechisch Θῦνις) ist ein Dorf in Mittelägypten (Ägypten) im Gouvernement al-Minya auf der Westuferseite des Nils, 15 km nordwestlich von Mallawi und 10 km westlich von el-Aschmunein. Südwestlich des Dorfes erstreckt sich am Wüstenrand über 7 km von Norden nach Süden der gleichnamige Friedhof, der vom Neuen Reich bis in die Spätantike genutzt wurde.

## Hintergrund
Tuna el-Gebel ist der Friedhof der antiken Metropole Hermopolis Magna (Hermupolis) (altägyptisch Chemenu, heute el-Aschmunein). Hermopolis Magna war die Hauptstadt des 15. oberägyptischen Gaues (Hasengau) und Kultzentrum des Gottes Thot.

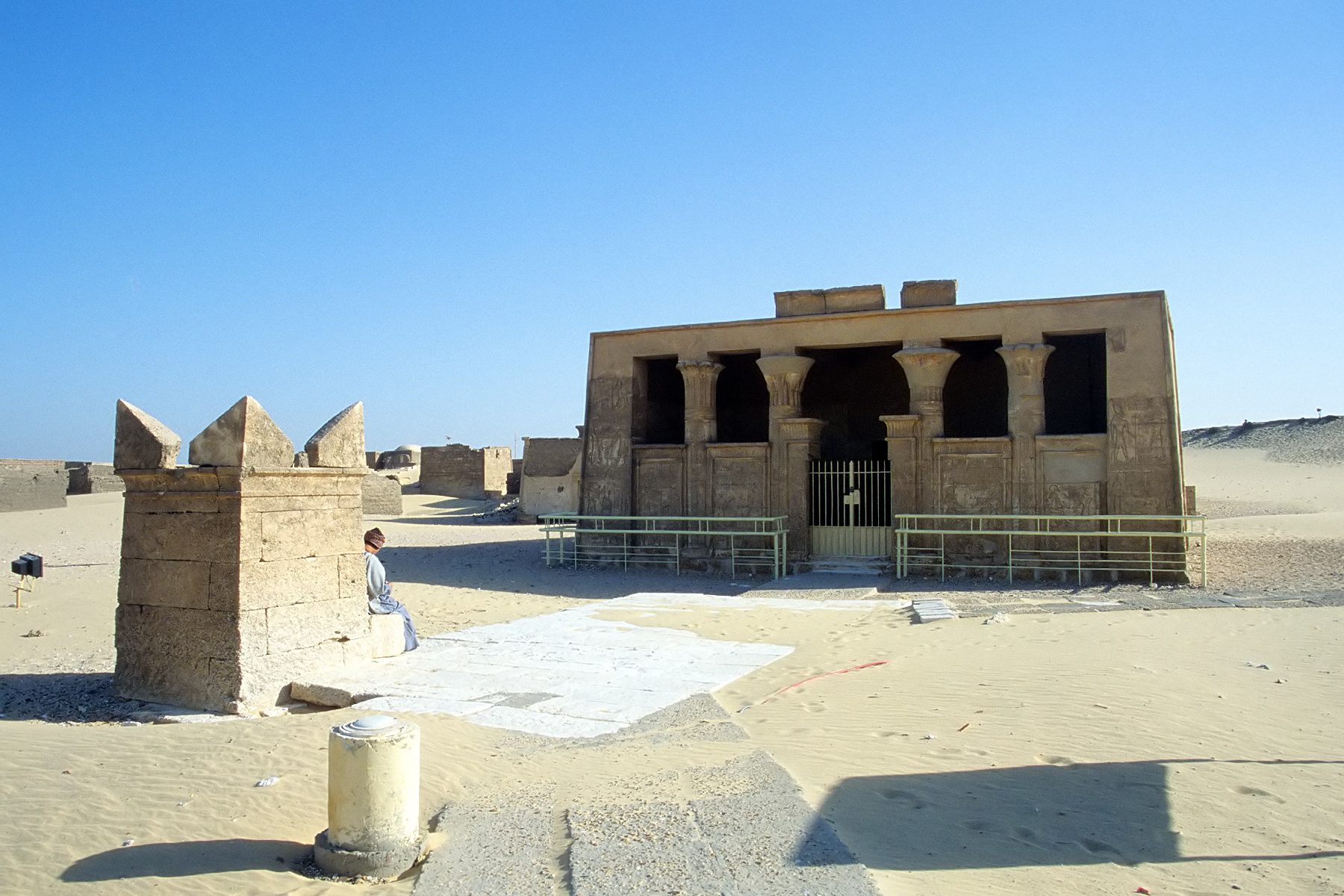
Tuna el-Gebel, Grab des Petosiris (2004)

3,5 km nördlich der ptolemäisch-römischen Nekropole und der Tiergalerien liegen die Gräber des Neuen Reiches, von der zahlreiche, über viele Museen verteilte Denkmäler stammen. Die Oberbauten des Friedhofes sind heute verschwunden. In der 3. Zwischenzeit verlagerte sich der Friedhof allmählich nach Süden.
Eine in den Fels des Westgebirges gehauene Stele Echnatons (Amenophis’ IV.) markierte einst die nordwestlichste Grenze seiner neu gegründeten Hauptstadt Achetaton (Tell el-Amarna).
Ab der 26. Dynastie wurden unterirdische Galerien in die Felswand des Westgebirges angelegt und Ibis- sowie Pavianmumien darin beigesetzt. Die beginnende Ptolemäerzeit leitete eine Blütezeit der Tiernekropole ein, denn um 310 und 250 v. Chr. wurden die Galerien nochmals erweitert. Die Ablage von Mumien heiliger Tiere in den Galerien wurde im 1. Jahrhundert n. Chr. eingestellt.
Südlich der Tiergalerien erstreckt sich eine große Nekropole. Die ältesten erhaltenen Grabbauten entstanden im späten 4. Jh. v. Chr. wie das bekannteste und am besten erhaltene Grab des Petosiris. Die Nekropole wurde bis zum Ende des 3. Jhs. n. Chr. genutzt. Darüber hinaus gibt es Spuren einer spätantiken Nachnutzung der Grabgebäude zu profanen Zwecken.
Im Norden der Nekropole entstand später das koptische Kloster Deir Nazlet Tuna.

## Forschungsgeschichte
Günter Grimm, Dieter Kessler und Katja Lembke stellen den Stand der Erforschung von Tuna el-Gebel seit 1913 dar.
Erste Grabungen in Tuna el-Gebel führte André Gombert 1902/03 im Auftrag des Institut français d’archéologie orientale durch. Im Januar 1913 unternahm der Regierungsbaumeister Walter Honroth im Rahmen der Amarna-Mission der Deutschen Orient-Gesellschaft eine kurze Untersuchung der römerzeitlichen Grabbauten in der Nähe der Grenzstelen Echnatons. Ende 1919 nahm der ägyptische Service des Antiquités Kenntnis von dem berühmten Grab des Petosiris, das im Jahr darauf von Gustave Lefebvre freigelegt und wenig später publiziert wurde. Zwischen 1931 und 1952 legte die Universität Kairo unter der Leitung von Sami Gabra einen zentralen Teil der ptolemäischen und römischen Nekropole um das Grab des Petosiris frei und erforschte die unterirdische Tiernekropole. Nach 1949 setzte Alexander Badawy die Grabungen bei dem Tempel mit der Saqiya und im südöstlichen Teil der Nekropole fort, wo er u. a. die 'Graffiti Chapel' freilegte, die heute nicht mehr erhalten ist.
Seit den 1970er Jahren arbeiten zwei deutsche Teams in Tuna el-Gebel. Die unterirdischen Tiergalerien und oberirdischen Strukturen im nördlichen Bereich der Nekropole wurde unter der Leitung von Dieter Kessler (Universität München) untersucht. Die menschliche Nekropole im südlichen Bereich dagegen wurde unter der Leitung von Günter Grimm (DAI Kairo, Universität Trier) erforscht. Zwischen 1972 und 1974 unternahmen Günter Grimm und Dieter Johannes im Auftrag des Deutschen Archäologischen Institutes eine Dokumentation der von Sami Gabra ausgegrabenen Grabbauten der ptolemäisch-römischen Nekropole und der Objekte im Altertümermuseum in Mallawi. Nach 1975 führten Günter Grimm, Bernd Harald Krause und Michael Sabotta (Universität Trier) die Untersuchungen fort, wobei Michael Sabotta die Steingräber und Bernd Harald Krause die Lehmziegelbauten und ihre Dekorationen aufnahm. Seit 1989 erforscht eine joint mission des Institutes für Ägyptologie der Ludwig-Maximilians-Universität München und der Faculty of Archaeology der Universität Kairo die Tiergalerien sowie die dazugehörigen Kult- und Verwaltungsgebäude. Seit 2004 führt ein weiteres deutsches Team des Roemer- und Pelizaeus-Museum Hildesheim, seit 2011 des Niedersächsischen Landesmuseums Hannover, unter der Leitung von Katja Lembke die Arbeiten der Universität Trier fort. Dazu gehören seit 2018 auch neue Ausgrabungen im südlichen Bereich der Petosiris-Nekropole im Rahmen des DFG-Projekts „Feiern mit den Toten. Raumkonzepte und Bestattungsrituale in der Petosiris-Nekropole von Tuna el-Gebel“. In diesem interdisziplinären Projekt arbeiten Archäologen des Niedersächsischen Landesmuseums Hannover, Geophysiker der Universität Kiel, Vermesser der Universität Cottbus-Senftenberg, Keramikspezialisten sowie Anthropologen, wie der Göttingerin Anthropologin 
Sarah Nöcker und Architekten zusammen.

## Tiergalerien
Seit der 26. Dynastie (um 600 v. Chr.) wurden unterirdische Galerien angelegt, in denen Paviane und Ibisse in Tongefäßen, später in Sarkophagen und Särgen, beigesetzt wurden (Galerie D). Die Galerien werden deshalb auch als Ibiotapheion bezeichnet. Die heiligen Tiere wurden auf einem Aufzuchtsplatz (Ibiotropheion) an einem damals existierenden See gehalten. Ab der Ptolemäerzeit hat es wohl mehrere Ibiotropheia in der Nähe der Galerien gegeben. Tuna el-Gebel war vom 6. bis zum 4. Jahrhundert v. Chr. der einzige Bestattungsplatz für heilige Ibisse in Ägypten. Demotische Papyri belegen, dass deshalb Ibisse aus ganz Ägypten zur Bestattung nach Tuna el-Gebel gebracht wurden. Auch wenn überwiegend Ibisse bestattet wurden, fanden sich Überreste vieler anderer Tiere in den Galerien.
Um 380 v. Chr. (Nektanebos I.) wurden in den Galerien Nischen angelegt, in denen Sarkophage mit Ibismumien platziert wurden (Galerie C-D). Pavianmumien wurden in Nischen hinter sogenannten Verschlussplatten verschlossen. Seit der Ptolemäerzeit wurden Särge und Sarkophage für die Tiermumien zusätzlich mit demotischen Inschriften versehen. Unter Ptolemaios I. (um 310 v. Chr.) wurden die Galerien beträchtlich erweitert (Galerien C-C, C-A) und Kultstellen in dekorierten Kammern eingerichtet. Unter Ptolemaios II. (ca. 250 v. Chr.) wurde Galerie B angelegt sowie ein steinerner Eingangsbau mit Hörneraltar im Norden. Im ersten Jahrhundert v. Chr. wurde ein weiterer Eingang im Norden angelegt (Galerie A). In den Galerien wurden bis in das erste Jahrhundert v. Chr. Tiermumien beigesetzt.
In Galerie C-D wurden ein bemalter Holzkasten für eine Pavianmumie mit der Kartusche von Dareios I. sowie einige aramäische Privatbriefe des späten 6. bzw. frühen 5. Jahrhunderts v. Chr. in einem Tongefäß entdeckt, die ursprünglich nach Luxor beziehungsweise Syene adressiert waren und aus unbekanntem Grund in den Galerien deponiert wurden.

## Tempel von Tuna el-Gebel

### Gesamtanlage
Westlich der ptolemäisch-römischen Nekropole befinden sich die Überreste des Tempels des Urgottes Thot. Am Eingang zu Galerie C liegt der Tempel des Osiris-Pavian mit dazugehörigem Priesterhaus. Auf einem Felsplateau über den Tiergalerien befinden sich die Überreste eines weiteren steinernen, spätzeitlichen Tempels, der von Sami Gabra ergraben wurde, sowie römerzeitliche Lehmziegelbauten. Ein Naos Nektanebos II., der ebenfalls aus Tuna el-Gebel stammen muss, befindet sich heute im Vorgarten des Altertümermuseums in Mallawi.

### Tempel des Urgottes Thot
Südlich der Galerien und westlich der Südnekropole befinden sich die römerzeitlichen Überreste des auf erhöhtem Grund gebauten Thot-Tempels, der sicher älteren Ursprungs ist. Der Hof des Tempels bestand aus einem Säulenumgang, der hintere Teil aus einer Gartenanlage, in der wohl heilige Tiere gehalten wurden. Ein 35 m tiefer Brunnenschacht (es-Saqqiya) befindet sich in der Mitte der Anlage. Der Tempel des Urgottes Thot war sicher das Ziel von Prozessionen, die vom Thot-Tempel in Hermopolis Magna in die Nekropole von Tuna el-Gebel führten, um die Regeneration des Thot zu vollziehen. Da von der Dekoration des älteren Thot-Tempels nichts mehr erhalten ist, lassen sich die rituellen Vorgänge am Tempel nur indirekt erschließen. Spätestens unter Nektanebos II. wurde der Tempelneubau an der Stelle errichtet, wo es wohl schon davor einen näher an der Siedlung gelegenen Tempel gegeben hat. Unter Ptolemaios I. wurde an dem ursprünglichen Tempel ein Serapeion angeschlossen. Später wurde der Tempel in ein solches Serapeion umgewandelt, von dem die heute sichtbaren Überreste zeugen.
Der Große Tempel wurde von Sami Gabra ausgegraben, worüber es einen Vorbericht des Grabungsarchitekten Alexander Badawy gibt.

### Tempel des Osiris-Pavian
Der Tempel des Osiris-Pavian wurde um 310 v. Chr. unter dem Satrapen Ptolemaios I. im Namen Alexanders IV. vor einem neuen Eingang in die Tiergalerien (Galerie C) aus Kalkstein errichtet. In dem Tempel fanden an Festtagen Osiris-Riten statt, mit denen die Nekropolengötter Osiris-Pavian und Osiris-Ibis verbunden waren. Dort wurden wohl auch Orakelanfragen gestellt, die durch demotische Papyri bezeugt sind. Heute sind nur noch Reste des Tempels sichtbar, der von Sami Gabra erstmals freigelegt wurde. Zwischen 1989 und 1992 wurde der Tempel wiederum freigelegt.
Südlich des Tempels befindet sich ein heute stark zerfallenes, längliches Haus aus Lehmziegeln. Es wurde um 170 v. Chr. errichtet und diente dem diensthabenden Priester als Wohn- und Arbeitsstätte (Pastophorion). Das Haus besteht aus einem Raum zur Aufbewahrung des Kultbildes des Osiris-Pavian, einem Versammlungs- und Schreibraum, einem Küchentrakt sowie einem Archiv. Außerhalb des Priesterhauses wurde 1938/39 der berühmte Codex Hermopolis gefunden, ein demotischer Papyrus, der neben mathematischen Berechnungen die bisher älteste bekannte Sammlung von Rechtsfällen aus Ägypten enthält. Das Priesterhaus wurde in den Jahren 1993/94 erneut freigelegt.
Vom Tempel des Osiris-Pavian führt eine Prozessionsstraße zur antiken Siedlung, an der sich zahlreiche Gräber aus Kalkstein und Lehmziegeln reihten. Östlich des Tempels verläuft zwischen dem Großen Tempel und dem Eingang von Galerie A von Nord nach Süd ein breiter, ca. 261 m langer Mauerzug, der bereits 1913 einmal freigelegt worden sein muss.

## Ptolemäisch-römische Nekropole
Die ältesten Grabbauten aus der Zeit um 300 v. Chr. wurden aus Kalkstein in der Form kleiner Tempel mit Vorhalle und Hauptraum (davon abgeleitet die Bezeichnung 'Tempel-Grab') für Priester des Gottes Thot errichtet. Dazu zählen das Grab des Petosiris, zwei Gräber, die vermutlich seinem Vater und seinem Bruder zuzuschreiben sind, und das Grab des Padjkam. Der Grabbau des Petosiris verfügt über sehr qualitätvolle Reliefs mit Bemalung, die eine ungewöhnliche Kombination von ägyptischer und griechischer Ikonographie zeigen. Die Bestattungen in diesen Grabbauten lagen in unterirdischen Kammern, die über tiefe Grabschächte erschlossen wurden. Diese einzelnen, exklusiven Grabbauten scheinen erst nach einer Belegungspause den Nukleus für die Nekropole gebildet zu haben, die sich seit der späten Ptolemäerzeit oder zu Beginn der römischen Herrschaft entwickelte. In dieser Zeit wurden die Grabbauten seltener aus Kalkstein, sondern zunehmend aus Lehmziegeln errichtet. Durch diese neue Bautechnik stieg die Zahl der Grabbauten in dieser Zeit deutlich an, denn die Verwendung von Lehm anstelle von teureren und aufwendig zu bearbeitenden Steinblöcken ermöglichte es einer größeren Gemeinschaft, Grabhäuser zu bauen. Die Grabbauten folgten nun der Form profaner Häuser (davon abgeleitet die Bezeichnung 'Haus-Grab') und konnten bis zu vier Stockwerke erreichen, die sukzessive errichtet wurden. Die Außen- und Innenwände waren oft verputzt und teils mit Wandmalereien dekoriert, die zunächst ägyptische Ikonographie zeigten, aber seit dem 2. Jh. n. Chr. zunehmend klassischer Ikonographie folgten. In diesen Gebäuden, die wohl Familien gehörten, wurden mehrere Verstorbene beigesetzt, die oft auf Klinen aufgebahrt wurden. Vor den Eingängen der Grabbauten wurden meist kleine Altäre für Brandopfer errichtet. In römischer Zeit entwickelte sich die Petosiris-Nekropole zu einer verdichteten, stadtähnlichen Struktur mit breiten Straßen und engen Gassen zwischen den zahlreichen Grabbauten. Neue geophysikalische Untersuchungen mittels Magnetik und Radar durch die Universität Kiel zeigen, dass bisher nur etwa 10 Prozent der Nekropole ausgegraben wurden und deren unerforschtes Gebiet etwa 20 Hektar umfasst. Damit ist die Nekropole von Tuna el-Gebel die größte bisher bekannte des ptolemäisch-römischen Ägypten.